# Benjamin Genton
Benjamin Genton (Paris, 20 de maio de 1980) é um futebolista da França que jogou na posição de defesa.